# Saint Kitts i Nevis na Mistrzostwach Świata w Lekkoatletyce 2011
Saint Kitts i Nevis na Mistrzostwach Świata w Lekkoatletyce 2011 było reprezentowane przez 4 zawodników (mężczyzn). Pierwotnie zgłoszono 5 zawodników, ale Delwayne Delaney był rezerwowym w sztafecie 4 × 100 metrów i nie wystąpił. Reprezentacja zdobyła dwa brązowe medale; każdy startujący zawodnik zdobył co najmniej 1 medal.

## Wyniki reprezentantów Saint Kitts i Nevis

### Mężczyźni

#### Konkurencje biegowe
| Konkurencja        | Zawodnik                                                | Runda 1  | Runda 1 | Runda 2  | Runda 2  | Półfinał     | Półfinał | Finał    | Finał   |
| Konkurencja        | Zawodnik                                                | Rezultat | Pozycja | Rezultat | Pozycja  | Rezultat     | Pozycja  | Rezultat | Pozycja |
| ------------------ | ------------------------------------------------------- | -------- | ------- | -------- | -------- | ------------ | -------- | -------- | ------- |
| Bieg na 100 m      | Kim Collins                                             |          |         | 10,13    | 3 Q      | 10,08        | 4 Q      | 10,09    | 3       |
| Bieg na 200 m      | Kim Collins                                             |          |         | 20,52    | 7 (SB) Q | 20,64        | 11       |          |         |
| Bieg na 200 m      | Brijesh Lawrence                                        |          |         | 21,18    | 43       |              |          |          |         |
| Sztafeta 4 × 100 m | Jason Rogers Kim Collins Antoine Adams Brijesh Lawrence |          |         |          |          | 38,47 (NR) Q | 8        | 38,49    | 3       |